# Tasmanska aboriginer

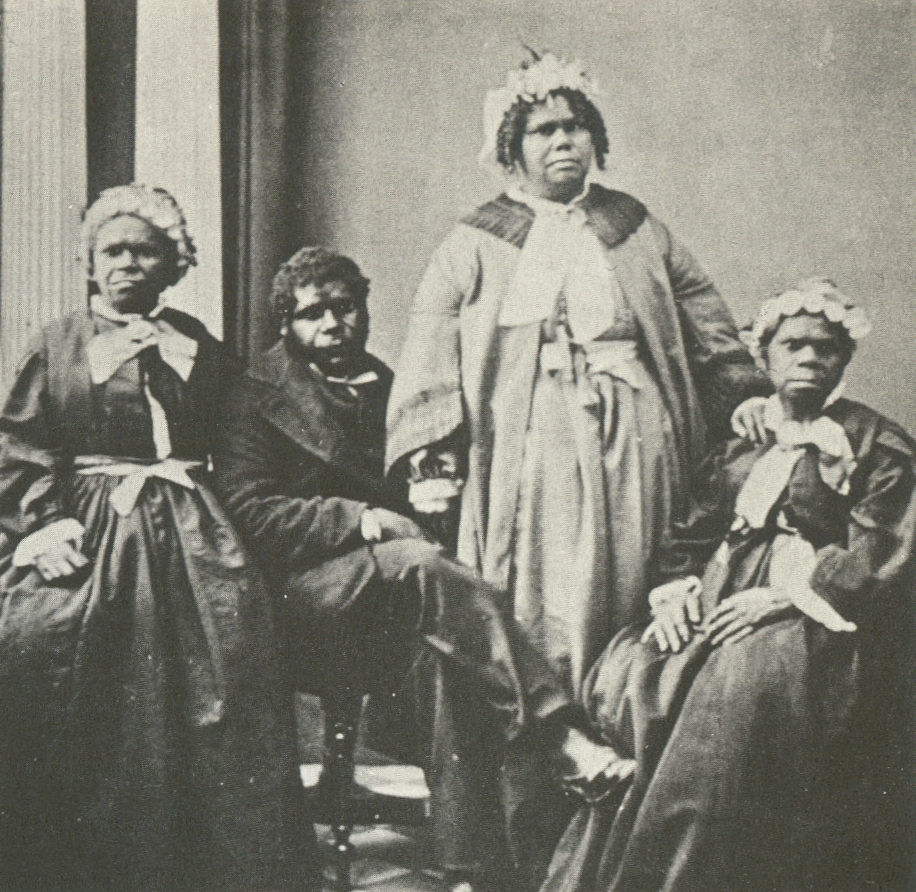
De sista fyra tasmanska aboriginerna. Truganini sitter till höger

Tasmanska aboriginer (aboriginska: Utrawita eller Trouwunna) kallas urbefolkningen på ön Tasmanien, som idag är en del av Australien. De tasmanska aboriginerna blev totalt utrotade. Den sista dog 1876.
Under en tidsperiod på ungefär 30 år (1803-1833) minskade antalet tasmanska aboriginer från runt 5 000 till runt 300, som en följd av de brittiska kolonisatörernas brutala behandling. 1900-talets historiker, vetenskapsmän och antropologer hävdade att de utrotades i och med Truganinis död 1876.
Nuvarande tasmanska aboriginer tillhör ättlingarna från flera grupper. Palawa är ättlingar till bosättare och Mannalargennas döttrar. Några Palawa har dessutom arv i Bassundöarna. Lia Pootah är ättlingar till kvinnor som fick barn med europeiska invandrare. Pungenna delar tasmanskt aboriginskt, Koori och TS arv.

## Historia

### Innan europeisk bosättning
Man tror att de första människorna anlände till Tasmanien för ungefär 40 000 år sedan, genom en landbrygga mellan ön och Australiens fastland som fanns under en istid, som ägde rum just då. När havsnivån höjdes isolerades människorna under uppskattningsvis 10 000 år, innan de första europeiska sjömännen anlände i början av 1800-talet.

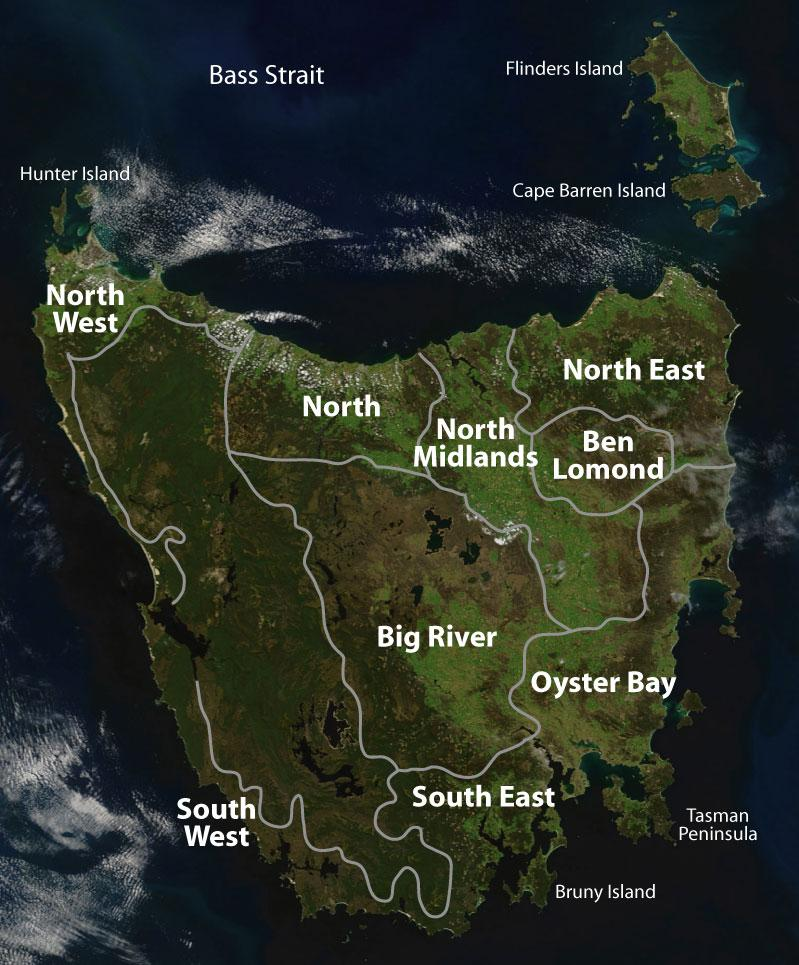
Karta över de aboriginska stammarnas områden

Aboriginerna var indelade i nio huvudsakliga stammar.
En klan bestod av mellan 40 och 50 individer som levde i ett gemensamt område, talade samma språk, hade samma kultur, gifte sig med varandra och krigade mot andra stammar.

#### Tasmanska aboriginstammar
- Big River - Teen Toomle Mennenyer
- South East - Tahuni Lingah
- South West Coast - Toogee
- North
- North Midlands
- Ben Lomond - Plangermaireener
- North East
- North West
- Oyster Bay - Paredarerme

### Efter europeisk bosättning
Tasmanierna, vars antal tros ha uppgått till mellan 4 000 och 6 000 år 1803, hade 1833 reducerats till omkring 300. Det utbröt konflikter mellan de vita européerna och tasmanska aboriginer på grund av hudfärg och kulturella skillnaderna. De vita var teknologiskt överlägsna och blev genom invandring successivt allt fler, varigenom de tasmanska aboriginerna genom strider blev allt färre.

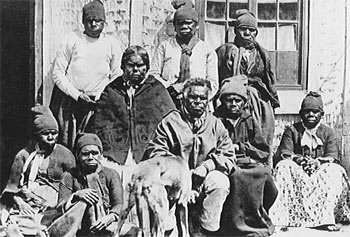
Överlevande vid Oyster Cove

George Augustus Robinson, en kristen missionär, blev vän med Truganini, lärde sig en del av det lokala språket och övertalade 1833 de resterande aboriginerna att flytta till en ny bosättning på Flinders Island, där han lovade att de skulle få leva i en modern och bekväm miljö samt att de skulle få återvända till det tasmanska fastlandet snarast möjligt.
Väl på den nya ön övergavs de och fick klara sig själva. Av de 300 som anlände med Robinson hade 250 dött efter 14 år, på grund av de svåra levnadsvillkoren.
1847 flyttades de 47 sista överlevarna till den slutgiltiga bosättningen vid Oyster Cove där de, eftersom de inte längre upplevdes utgöra ett hot, ofta kläddes och visades upp i officiella sammanhang. 1859 uppskattade man antalet levande tasmaner till ett dussin; den sista dog 1876.